# 소스노비에츠
소스노비에츠(폴란드어: Sosnowiec, 독일어: Sosnowitz 조스노비츠[*])는 폴란드 남부 실롱스크주에 위치한 도시로, 면적은 91.06km2, 높이는 250m, 인구는 220,450명 (2009년 기준), 인구 밀도는 2,400명/km2이다. 카토비체 북동부에 위치하며 1902년 인근에 있는 마을들을 합병하여 신설되었다. 비스와강이 흐른다.

## 자매 도시
- 프랑스 레뮈로
- 루마니아 수체아바
- 프랑스 루베
- 헝가리 코마롬